# Euptychia historie
Euptychia historie är en fjärilsart som beskrevs av Otto Staudinger. Euptychia historie ingår i släktet Euptychia och familjen praktfjärilar. Inga underarter finns listade i Catalogue of Life.